# کرم (پاکستان)

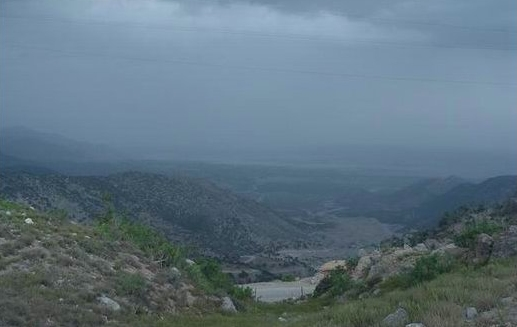
نمایی از کرم پاکستان، از خط مرزی پکتیا، ولایت پکتیا در افغانستان

کُرَّم (به انگلیسی: Kurram Agency) با ۳٬۳۸۰ کیلومتر مربع مساحت و ۶۱۹٬۵۵۳ نفر جمعیت در نزدیکی کوه‌های تبت ( رشته کوه‌های هیمالیا ) و ۶۰۰ کیلومتری سین کیانگ واقع شده است.